# Shengli (socken i Kina, Shandong, lat 37,47, long 118,64)
Shengli (kinesiska: 胜利街道, 胜利) är en socken i Kina. Den ligger i provinsen Shandong, i den östra delen av landet, omkring 170 kilometer nordost om provinshuvudstaden Jinan. Antalet invånare är 122 650. Befolkningen består av 60 809 kvinnor och 61 841 män. Barn under 15 år utgör 15,0 %, vuxna 15-64 år 76 %, och äldre över 65 år 7,0 %.
Genomsnittlig årsnederbörd är 671 millimeter. Den regnigaste månaden är juli, med i genomsnitt 255 mm nederbörd, och den torraste är januari, med 7 mm nederbörd.